# Reparationen
Reparationen (von lateinisch reparare ‚wiederherstellen‘; engl. reparations, frz. réparations) sind nach neuerem völkerrechtlichen Verständnis alle Zahlungen, die ein Staat leistet, um eine Verletzung des Völkerrechts zu kompensieren, sei es eine Verletzung in Gestalt eines rechtswidrigen Angriffs oder durch ein Verbrechen im weiteren Kriegsverlauf. Reparationsansprüche entstehen daher „dem Grunde nach zwischen den kriegsführenden Staaten mit dem schadensstiftenden Ereignis“ (Aggressorhaftung).

## Völkerrechtliche Einordnung
Historisch betrachtet wurde der Reparationsanspruch zumindest bis zum Ende des 19. Jahrhunderts als Recht des Siegers verstanden, der sich für seine Kriegskosten schadlos hielt. Auf die Rechtmäßigkeit oder -widrigkeit eines etwaigen Angriffs bzw. weiterer Kriegshandlungen kam es nicht an. Die zwischenstaatlichen Beziehungen waren von der Doktrin des ius ad bellum, d. h. der Möglichkeit eines gerechten Krieges, geprägt. Das umfassende Gewaltverbot in Art. 2 Nr. 4 Charta der Vereinten Nationen gilt erst seit Ende des Zweiten Weltkriegs. Die Verpflichtung Reparationen zu zahlen wurde bis dahin völkergewohnheitsrechtlich in einem Friedensvertrag festgelegt. Sie waren ein Element des ius post bellum. 
Seit Reparationsforderungen an ein Ereignis oder Verhalten anknüpfen, lösen Völkerrechtsverletzungen eines Staates unmittelbar dessen Pflicht aus, den hieraus entstandenen Schaden wiedergutzumachen, ohne dass es einer vertraglichen Regelung bedarf. Das entspricht dem Verständnis der Völkerrechtskommission (ILC) von der Staatenverantwortlichkeit für völkerrechtswidriges Verhalten.
In der zweiten Hälfte des 20. Jahrhunderts hat sich zudem die Vorstellung von Reparationen als Instrument der transitionalen Gerechtigkeit zum Ausgleich für in der Vergangenheit begangene Menschenrechtsverletzungen durchgesetzt.
Reparationen können in Form von Geld, Gütern oder durch (Zwangs-)Arbeit von Kriegsgefangenen erbracht  werden. 
In Frage kommen dabei Demontagen, Enteignungen von Auslandsvermögen, Beschlagnahme von Patenten und Entnahmen aus der laufenden Produktion.
Der Begriff Reparationen ist aus der englischen und französischen Sprache entlehnt. Er wird unterschieden von dem spezifisch deutschen Begriff der Wiedergutmachung, der durch die deutsche Wiedergutmachungspolitik nach dem Zweiten Weltkrieg entwickelt wurde: Viele Menschen, die in der Zeit des Nationalsozialismus aus politischen, rassischen, religiösen oder weltanschaulichen Gründen verfolgt wurden, erhielten oder erhalten Wiedergutmachung.

## Napoleonische Kriege
Für die in 23 Jahren revolutionärer und napoleonischer Aggression den Alliierten entstandenen Schäden und Kosten wurden von den Siegern Frankreich 700 Millionen Francs auferlegt.

## Deutsch-Französischer Krieg
Im September 1870 hatte Otto von Bismarck in einem offiziellen Memorandum an das Staatsministerium geschrieben: „Es wird unsere Aufgabe sein, beim Friedensschluß eine möglichst große und für alle Zwecke ausreichende Contribution zu erstreben“.
Am Ende des Deutsch-Französischen Kriegs von 1870/1871 veranschlagten deutsche Militärs die Kriegskosten auf 1 Milliarde Taler.
Bismarck setzte im Vorfrieden von Versailles am 26. Februar 1871 eine Reparationsforderung von 5 Milliarden Francs, in 1450 Tonnen Feingold, durch. Diese Forderung wurde im Mai 1871 Bestandteil des Frankfurter Friedens. Gemäß dem darin fixierten Währungsverhältnis von 1 Preußentaler zu 3,75 Francs betrugen die französischen Kriegsschulden umgerechnet rund 1,33 Milliarden Preußische Taler.
Ein Protest Großbritanniens kam zu spät. August Bebel und Kronprinz Friedrich nannten die deutschen Forderungen grausam. Die Okkupation von vier Départements sowie der Befestigungsanlagen von Paris durch deutsche Truppen sollte die Zahlungswilligkeit der Dritten Republik sicherstellen. Die Zahlungen förderten die wirtschaftliche Blüte des Deutschen Reichs während der Gründerjahre. Ein Teil wurde bis 1914 als Reichskriegsschatz im Juliusturm der Zitadelle Spandau eingelagert.

## Erster Weltkrieg

### Deutschland
Mit dem sog. Kriegsschuldartikel (Art. 231) wurde das Deutsche Reich durch den Friedensvertrag von Versailles zu 20 Milliarden Goldmark Reparationen, umgerechnet über 7000 Tonnen Gold, verpflichtet. Diese waren in den Jahren 1919 bis 1921 in Raten zu zahlen. Außerdem mussten 90 Prozent der Handelsflotte übergeben werden. Im Juni 1920 forderten die Alliierten auf der Konferenz von Boulogne 269 Milliarden Goldmark, umgerechnet über 96.000 Tonnen Gold, in 42 Jahresraten und zudem noch 12 Prozent des Werts jährlicher Ausfuhren Deutschlands. Da sich Deutschland weigerte, einigte man sich stattdessen auf eine Summe von 132 Milliarden Goldmark, die es zu tilgen und auch zu verzinsen galt, zusätzlich hatte Deutschland nun 26 Prozent des Werts seiner Ausfuhr zu begleichen.
Letztendlich belief sich die Gesamtsumme der durch das Deutsche Reich erfolgten Zahlungen nach deutschen Angaben auf 67,7 Milliarden Goldmark, nach den alliierten Berechnungen aber nur 21,8 Milliarden Goldmark. Die Differenz erklärt sich durch eine unterschiedliche Bewertung zahlreicher Leistungspositionen.
Im Londoner Schuldenabkommen von 1953 wurde dann auch der Teil der deutschen Schulden geregelt, der auf verbleibende Auslandsschulden bezüglich der Reparationsforderungen des Versailler Vertrags zurückging. Die Bedienung dieser Auslandsschulden war am 3. Oktober 2010 abgeschlossen.

### Österreich
Die Österreich im Vertrag von Saint-Germain auferlegte Kriegsschuld und Verantwortung „für die Verluste und Schäden, die die alliierten und assoziierten Regierungen und ihre Staatsangehörigen infolge des ihnen durch den Angriff Österreich-Ungarns und seiner Verbündeten aufgezwungenen Krieges erlitten“ hatten, entsprach den Bestimmungen des Versailler Vertrags. Anders als das Deutsche Reich leistete Österreich angesichts seiner wirtschaftlichen Situation aber keine Reparationen. Es kam nicht einmal zur Festsetzung eines konkreten Betrages; die Forderung selbst wurde 1929 erlassen.

## Zweiter Weltkrieg

### Deutschland
Auch nach dem Zweiten Weltkrieg wurde Deutschland von den Alliierten zu Reparationsleistungen verpflichtet. Anders als die Reparationsverpflichtungen nach dem Ersten Weltkrieg erfolgten diese zunächst nicht auf friedensvertraglicher Grundlage. Sie bestanden zunächst auch nicht in Geldzahlungen von deutscher Seite, sondern in Demontagen durch die Siegermächte.
Reparationsansprüche Polens und Griechenlands sowie ihre Geltendmachung sind noch im 21. Jahrhundert völkerrechtlich umstritten.

### Österreich
Nach dem sog. Anschluss im März 1938 hatte Österreich seine völkerrechtliche Handlungsfähigkeit verloren. Es gab keine österreichische Regierung mehr, die einem anderen Staat hätte den Krieg erklären können. Bei Ende des Zweiten Weltkriegs in Europa gab es deshalb auch keinen Friedensvertrag zwischen den Alliierten und Österreich. Mit Verfassungsgesetz vom 1. Mai 1945 (Verfassungs-Überleitungsgesetz) wurde auch das Gesetz über die Wiedervereinigung Österreichs mit dem Deutschen Reich aufgehoben und das Bundes-Verfassungsgesetz in der Fassung von 1929 und alle übrigen Bundesverfassungsgesetze sowie die in einfachen Bundesgesetzen enthaltenen Verfassungsbestimmungen nach dem Stande der Gesetzgebung vom 5. März 1933 wieder in Wirksamkeit gesetzt.
Im Staatsvertrag von 1955 (StV) wurden von Österreich keine Reparationen verlangt, „die sich aus dem Bestehen eines Kriegszustandes in Europa nach dem 1. September 1939 ergeben“ (Art. 21 StV). Über die in Österreich gelegenen deutschen Vermögenswerte konnten die Alliierten gemäß dem Protokoll der Potsdamer Konferenz verfügen (Art. 22 StV). Die drei Westmächte haben darauf verzichtet, nicht aber die Sowjetunion.

### Polen
Die Wehrmacht hatte Polen im September 1939 überfallen und große Teile bis 1944/45 besetzt. 
Die Rote Armee besetzte Polen in der Endphase des Zweiten Weltkriegs (ostpreußische Operation). Das Stalin-Regime installierte in Polen die Regierung Bierut. Es enthielt Polen deutsche Reparationsleistungen vor, die die Potsdamer Konferenz beschlossen hatte, und forderte Kohlelieferungen als angebliche Gegenleistung für die Polen zugesprochenen deutschen Gebiete.

### Achsenmächte
Ungarn, Italien, Rumänien, Finnland und Bulgarien mussten nach dem Zweiten Weltkrieg Reparationen zahlen, deren Umfang auf der Pariser Friedenskonferenz 1946 verhandelt wurde.

Der Friedensvertrag von San Francisco vom 8. September 1951 (Artikel 14) verpflichtete das Kaiserreich Japan zu Reparationsleistungen gegenüber den Alliierten. Japan schloss später mit vier der 49 Unterzeichnerstaaten Reparationsabkommen: mit Birma, Indonesien, den Philippinen und Südvietnam.

## Vietnamkrieg
Die Vereinigten Staaten von Amerika verweigern Vietnam bis heute Reparationen oder andere Entschädigungsleistungen. Stattdessen musste Vietnams Regierung 1993 die Schulden des früheren Südvietnams übernehmen, um Kredite zu erhalten und die Aufhebung eines Embargos der USA zu erreichen. 2007 bewilligten die USA erstmals 400.000 Dollar zur Beseitigung von Dioxinrückständen in Danang. Im Mai 2009 verdoppelte US-Präsident Barack Obama diese Hilfe von drei auf sechs Millionen Dollar. Entschädigungsklagen von krebserkrankten Vietnamesen wiesen US-Gerichte zurück.

## Golfkriege
Der Sicherheitsrat der Vereinten Nationen gründete 1991 nach dem Zweiten Golfkrieg durch Resolution S/Res/687 (1991) die United Nations Compensation Commission (UNCC) mit Sitz in Genf. Diese hatte die Aufgabe, einen Kompensationsfonds zu verwalten, Schäden zu bewerten und Entschädigungszahlungen für Individuen, Unternehmen und Regierungen zu erbringen, die einen direkten Schaden durch die Invasion und Okkupation Kuwaits durch den Irak erlitten hatten. Irak hatte im Februar 2022 seine Reparationen in Höhe von insgesamt umgerechnet 45,9 Milliarden Euro an Kuweit abgeleistet. Das Geld wurde an Privatleute, Unternehmen, Regierungseinrichtungen und andere Organisationen ausgezahlt, die durch die irakische Invasion geschädigt worden waren. Seit dem Golfkrieg wurden 2,7 Millionen Entschädigungsanträge gestellt. Ein Siebtel der beantragten Summen wurden den Antragstellern gewährt.
Der Iran verklagte die Vereinigten Staaten nach dem Dritten Golfkrieg vor dem Internationalen Gerichtshof, weil die USA zwei Ölförder-Plattformen des Iran zerstört hatten. Der IGH fällte 2003 ein Urteil und wies die Forderung des Iran nach Reparationszahlungen ab.

## Kongokrieg
Im Februar 2022 verurteilte der Internationale Gerichtshof (IGH) Uganda zur Zahlung von 325 Millionen Dollar an Entschädigung an die Demokratische Republik Kongo (DR Kongo). Der IGH urteilte, Uganda habe das Geld in fünf Jahresraten bis 2026 zu bezahlen. Es ist eine Gesamtsumme für alle Schäden, die Uganda im Konflikt um die rohstoffreiche Provinz Ituri im Zweiten Kongokrieg 1998 bis 2003 der DR Kongo zugefügt hatte.

## Russischer Überfall auf die Ukraine
Auf seiner Elften Dringlichkeitssitzung am 14. November 2022 beschloss die Generalversammlung der Vereinten Nationen, die durch den russischen Überfall in der Ukraine seit dem 24. Februar 2022 entstandenen Schäden zu dokumentieren. In der entsprechenden UN-Resolution wurde gefordert, dass Russland für alle Verletzungen des Völkerrechts und der UNO-Charta in der Ukraine zur Rechenschaft gezogen wird und für entstandene Kriegsschäden aufkommt.
Auf einem Gipfeltreffen im Mai 2023 beschloss daraufhin der Europarat die Errichtung eines sog. Schadensregisters mit Sitz in Den Haag. Darin sollen Informationen und Beweise über Schäden, Verluste und Verletzungen dokumentiert werden, die Personen, Einrichtungen oder der ukrainische Staat nach dem 24. Februar 2022 durch russische Angriffe erlitten haben. Das gilt für das gesamte Gebiet der Ukraine einschließlich der Gebiete im Osten (sog. Volksrepublik Donezk und Volksrepublik Lugansk) und der im Jahr 2014 annektierten Krim. Neben 40 Mitgliedsstaaten des Europarats, unter dessen Schirmherrschaft das Register steht, beteiligen sich auch die Vereinigten Staaten von Amerika, Kanada und Japan sowie die Europäische Union.
Um die Schwächen friedensvertraglicher Vereinbarungen und der Entscheidungen des Internationalen Gerichtshofs zu vermeiden, soll in einem erweiterten Teilabkommen ein Entschädigungsmechanismus geschaffen werden, der beispielsweise durch Inanspruchnahme russischen Auslandsvermögens die volle Wiedergutmachung für die Opfer der russischen Aggression gewährleistet. Eine Internationale Kommission für Schadenersatz für die Ukraine (engl. Claims Commission for Ukraine INC) soll für die Überprüfung, Bewertung und Entscheidung über die im Schadensregister erfassten individuellen Entschädigungsansprüche von Kriegsopfern des russischen Überfalls auf die Ukraine zuständig sein.